# Michałówka (powiat janowski)
Michałówka – wieś w Polsce położona w województwie lubelskim, w powiecie janowskim, w gminie Modliborzyce.

## Części wsi
| SIMC    | Nazwa      | Rodzaj    |
| ------- | ---------- | --------- |
| 0799753 | Przymiarki | część wsi |

## Krótki opis
W latach 1975–1998 miejscowość należała administracyjnie do województwa tarnobrzeskiego. Według Narodowego Spisu Powszechnego (III 2011 r.) liczyła 117 mieszkańców i była siedemnastą co do wielkości miejscowością gminy Modliborzyce. Miejscowa ludność wyznania katolickiego przynależy do Parafii św. Stanisława w Modliborzycach.

## Historia
Początkowo w roku około 1850 powstał folwark Michałówka (Michalew), utworzony z ziem należących do Michała Malhomme'a (później do Feręzowiczów). Dopiero w 1881 r. w wyniku rozparcelowania wspomnianego wcześniej folwarku pomiędzy osadników polskich pochodzących z Galicji, powstała obecna wieś Michałówka. Wtedy jednak znana pod nazwą Michalew-Lute. W 1921 r. wieś zamieszkiwało 121 mieszkańców w 21 domach. W pierwszej połowie okresu międzywojennego na terenie miejscowości działało Koło Młodzieży Wiejskiej. W lipcu 1944 roku na terenach wsi miała miejsca potyczka oddziałów partyzanckich z Niemcami. W 1964 r. powołano jednostkę OSP.

## Części wsi
Kozie Doły to część Michałówki powstała przed 1936, obejmuje ona teren wokół cegielni.